# Amt Stargarder Land
Im Amt Stargarder Land sind sechs Gemeinden um die Stadt Burg Stargard zur Erledigung ihrer Verwaltungsgeschäfte zusammengeschlossen. Das Amt liegt im Osten des Landkreises Mecklenburgische Seenplatte im Süden Mecklenburg-Vorpommerns. Es grenzt an die Kreisstadt Neubrandenburg und an den Tollensesee. Der Amtssitz befindet sich in Burg Stargard.

## Beschreibung
Das Amt ging aus dem ehemaligen Amt Burg Stargard-Land mit sieben Mitgliedsgemeinden hervor. Am 1. Juli 2002 wurde die vormals amtsfreie Stadt Burg Stargard in das Amt eingegliedert; der Amtsname wurde dabei in Amt Stargarder Land geändert. Mit der Eingemeindung von Teschendorf nach Burg Stargard am 27. September 2009 verringerte sich die Zahl der amtsangehörigen Gemeinden wieder auf sieben. Zum 25. Mai 2014 wurde Cammin nach Burg Stargard eingemeindet, sodass das Amt nur noch sechs Gemeinden umfasst.
Als unmittelbares Einzugsgebiet von Neubrandenburg wird das Gebiet des Amtes Stargarder Land gern als Wohnort im Grünen genutzt. Die Gemeinden sind überwiegend landwirtschaftlich geprägt, der Tourismus spielt insbesondere am Tollensesee eine Rolle. Durch das Amtsgebiet führt die Bundesstraße 96.

## Die Gemeinden mit ihren Ortsteilen
- Stadt Burg Stargard mit Bargensdorf, Cammin, Godenswege, Gramelow, Kreuzbruchhof, Lindenhof, Loitz, Quastenberg, Riepke, Sabel und Teschendorf
- Cölpin mit Hochkamp und Neu Käbelich
- Groß Nemerow mit Klein Nemerow, Krickow, Tollenseheim und Zachow
- Holldorf mit Ballwitz und Rowa
- Lindetal mit Alt Käbelich, Ballin, Dewitz, Leppin, Marienhof, Plath und Rosenhagen
- Pragsdorf mit Georgendorf

## Politik

### Wappen, Flagge, Dienstsiegel
Das Amt verfügt über kein amtlich genehmigtes Hoheitszeichen, weder Wappen noch Flagge. Als Dienstsiegel wird das kleine Landessiegel mit dem Wappenbild des Landesteils Mecklenburg geführt. Es zeigt einen hersehenden Stierkopf mit abgerissenem Halsfell und Krone und der Umschrift „* AMT STARGARDER LAND * LANDKREIS MECKLENBURGISCHE SEENPLATTE“.